# Das Erbe von Björndal (Roman)
Das Erbe von Björndal (Originaltitel: Det blåser fra Dauingfjell, Bedeutung etwa: „Der Wind bläst vom Totenberg her“) ist ein Roman (Bauernroman, Entwicklungsroman, Eheroman, Schauerroman), den Trygve Gulbranssen 1934 im Osloer Aschehoug Verlag veröffentlicht hat. Der im Riksmål-Dialekt verfasste Roman setzt die Handlung von Gulbranssens 1933 erschienenem Roman Und ewig singen die Wälder fort. Die von Ellen de Boor verfasste deutsche Übersetzung erschien erstmals 1936.
Während der erste Roman, Und ewig singen die Wälder, vom seelischen und sozialen Heranreifen des alten Dag erzählt, stehen im zweiten, Das Erbe von Björndal, die Entwicklung seines Sohnes, des jungen Dag, und von dessen Frau Adelheid im Mittelpunkt der Handlung. Wie Vater Dag, so sind auch sein Sohn und seine Schwiegertochter zunächst irrende, in sich verkapselte und isolierte Menschen, die sich erst im Laufe der Handlung liebend und Anteil nehmend anderen Menschen zu öffnen beginnen.

## Handlung
Erster Teil
Orte der Handlung sind eine unbezeichnete Stadt in Norwegen und eine abgelegene Waldgegend im Norden des Landes, die Zeit ist zunächst das Jahr 1809.
Als in der Stadt bekannt wird, dass Adelheid Barre ihre Verlobung mit dem angesehenen Apotheker Bohr gebrochen hat, um 
einen fernen Landwirt zu heiraten, erregt dies zunächst Skandal. Hinter vorgehaltener Hand wirft man ihr vor, sie habe zu viel Rousseau gelesen. Die Bürger beruhigen sich erst wieder, nachdem bekannt wird, dass es der reiche Gutsbesitzer Dag Björndal ist, dessen Frau sie werden will. Auch Eleonore Ramer, die Schwester von Adelheids Mutter, ein alterndes Fräulein, missversteht die Situation zunächst und glaubt, die Ehe sei gegen Adelheids Willen arrangiert worden, um die verarmte Familie vor dem Ruin zu retten. Adelheid klärt sie auf, dass sie und Dag sich wirklich aufrichtig lieben. Endgültig wird Fräulein Ramer die Björndaler in ihr Herz schließen, als der alte Dag, Dags Vater, sie für das Weihnachtsfest nach Björndal einlädt, wo sie Gelegenheit hat, die Bewohner richtig kennenzulernen.
Trotz ihrer Erklärung gegenüber der Tante nährt Adelheid insgeheim Zweifel, ob es ihr und Dag gelingen kann, die zwischen ihnen bestehenden Gegensätze zu überbrücken. Schließlich ist sie eine kultivierte, mit Büchern lebende Städterin und er ein wortkarger Naturbursche, dessen Lebenselement der freie Wald ist.
Ihre Hochzeit wird auf Björndal mit großem Glanz und vielen Gästen gefeiert. Jedoch nimmt das Paar anschließend kein gemeinsames Schlafzimmer. Während Adelheid die kunstreich ausgestattete Wohnung der verstorbenen Dorthea bezieht, schläft Dag wie eh und je im rustikalen Küchenhaus, wo er auch all seine Werkzeuge und Waffen aufbewahrt. Dennoch werden nacheinander zwei Söhne geboren. Dag respektiert seine Frau nun mehr und beginnt sich ihr zu nähern.
Vater Dag erweist sich weiterhin als ein guter Patron der von ihm abhängigen Bauern, schützt sie vor den Machenschaften des betrügerischen Lehnsmanns Christofer Ravner und hilft ihnen in der Notzeit zu überleben. Später wird er auch Pfarrer Ramer unterstützen, als dieser in Widerstreit mit Bischof und Amtmann gerät.
Zweiter Teil
Als kurz nacheinander beide kleinen Söhne an einer Krankheit sterben, gerät der junge Dag, der die Kinder sehr geliebt hat, in eine tiefe Krise. Er bricht zu einer Wanderung in die Wälder auf, wo es sein Ziel ist, den Totenberg zu besteigen und einen Suizid in Kauf zu nehmen. Dabei stürzt er ab. Sein Hund holt schließlich Hilfe herbei. Waldarbeiter finden den schwer Verletzten, bergen ihn und bringen ihn in eine Hütte. Vater Dag wird informiert und er bricht hastig zu der weit entfernten Hütte auf. Adelheid bekommt Wind von der Sache und folgt ihrem Mann in die Wälder – es ist dies ihre erste Wanderung in der Natur, die Dag so liebt – und erreicht die beiden Männer gerade rechtzeitig, um Dags Pflege übernehmen zu können.
Adelheid und Dag kommen sich durch diese Erfahrung wieder näher. Im Jahre 1815 werden Zwillingssöhne geboren: Torgeir und Dag.
Auf Borgland, das nun schon seit Jahren Eigentum der Björndaler ist, leben immer noch Oberst von Gall und seine Tochter Elisabeth. Die grassierende Geldentwertung macht es ihnen unmöglich, das Gut fristgerecht zurückzukaufen, doch hatte Vater Dag ihnen ein lebenslanges Wohnrecht zugesichert. Elisabeth, die die Demütigung nicht länger ertragen kann, verliert den Verstand, setzt ihre Kammer in Brand und kommt dabei ums Leben.
Der junge Dag begegnet in den Wäldern einem Lederfärber mit schwarzen Händen, der auf der Flucht ist, weil er wegen des Totschlags gesucht wird, den er an einem Nebenbuhler begangen hat. Dag prügelt sich mit ihm, lässt ihn schließlich aber laufen. Vater Dag schenkt Adelheid ein gutes Pferd; die einsamen Ausritte, die sie darauf nun unternimmt, genießt sie sehr. Auch verbringt er mehr Zeit mit seiner Schwiegertochter, weist sie etwa in die finanziellen Angelegenheiten ein und nimmt sie auf seine Wanderungen mit.
Dritter Teil
Im Frühjahr 1817 ist auch Oberst von Gall nicht mehr am Leben. Da auf Borgland jetzt nur noch sein wunderlicher Bruder Lorenz zurückgeblieben ist, beauftragt Vater Dag Fräulein Ramer, die sich ihr Auskommen bisher als Musiklehrerin bestritten hat, mit der Verwaltung des Guts.
Da sich an Dags Verschlossenheit und Wortkargheit nichts geändert hat, Vater Dag zunehmend verfällt und auch ihr Vater, Major Barre, immer mehr zum Trunkenbold wird, leidet Adelheid mehr und mehr an einem Gefühl der Einsamkeit und Nutzlosigkeit. Die Problematik um Adelheids Vater eskaliert, als er Jungfer Kruse schwängert und diese das Kind in Heimlichkeit zur Welt bringen muss. Adelheid, die ihr während der Niederkunft beisteht, wird erst später erfahren, dass das totgeborene Kind ihr eigenes Halbgeschwister ist. Zunächst wird sie von der Befürchtung gequält, dass Vater Dag oder gar ihr eigener Mann der Vater sein könnte. Vater Dag konfrontiert Major Barre schließlich wegen seiner Vaterschaft an Jungfer Kruses Kind, woraufhin dieser sich zu erschießen versucht. Adelheid durchschaut die Situation nun. Barre hatte einst Adelheids Mutter mit einer anderen Frau betrogen, was Adelheid ihm nie ganz verziehen hatte. Nun sucht sie – unter dem Einfluss von Vater Dag – Versöhnung, jedoch zu spät, denn ihr Vater stirbt an den Folgen der Schussverletzung.
Vater Dag, der sich eine Erkältung zugezogen hat, stirbt wenig später ebenfalls. Zuvor durchbricht er das Schweigen, das ihn von seinem Sohn zeitlebens unüberbrückbar getrennt hat, und ermahnt ihn, seine Ehe mit Adelheid in Ordnung zu bringen.
Vierter Teil
Nach dem Tode von Vater Dag, der bisher immer noch einen guten Einfluss auf seine Umgebung genommen hatte, erreicht die Ehe von Adelheid und Dag  jedoch einen weiteren Tiefpunkt. Dag wirft Adelheid  vor, dass sie, als sie nach Björndal einheiratete, nicht ihn geliebt habe, sondern seinen Vater. Auch Fräulein Ramer spricht Adelheid gegenüber erstmals offen aus, was immer ihr Eindruck gewesen ist: Mehr als von Dag, an dem sie vor allem seine rätselhafte Jugend geliebt habe, habe Adelheid sich von Vater Dag angezogen gefühlt, der immer so stark und so gut war. Dag, der sich von seinem Vater nie ausreichend wahrgenommen gefühlt hat, habe sich auch von Adelheid übersehen gefühlt. Adelheid erkennt, dass Fräulein Ramer recht hat. Sie spricht sich mit Dag aus, woraufhin ihre Ehe sich deutlich verbessert. Dag ist inzwischen ja auch zu einem erwachsenen Mann herangereift und immer mehr zu dem geworden, was Adelheid in Vater Dag so geliebt hatte.
Im selben Maße, in dem Dag reift und sich von einem strengen zu einem guten und milden Gutsherrn entwickelt, wird jedoch Adelheid zu einer kalten Materialistin. Das geht so weit, dass Dag sie schließlich ermahnt, ihr Herz sei erfroren und sie möge ihrer nächsten Umgebung mit mehr Wärme begegnen, weil auch ihr dann mehr Sympathie entgegengebracht werde. Adelheid weiß, dass er recht hat, und beginnt, ihr Herz Jungfer Kruse zu öffnen und sich ihr in Freundschaft zuzuwenden.
An einem Wintertag bricht nahe dem Björndal eine alte Holzbrücke zusammen, ein kleiner Junge droht in die Fluten zu stürzen. Beim Versuch, das Kind zu retten, kommt Dag ums Leben. Später erfährt Adelheid, dass Dag seinem Anwalt Anweisungen gegeben hatte, all seinen Schuldner die Zahlungen zu erlassen.

## Verfilmung
1960 erschien, ebenfalls unter dem Titel Das Erbe von Björndal, eine von der Wiener Mundus-Film produzierte Verfilmung. Das Drehbuch hatte Per Schwenzen geschrieben und sich dabei, um den Konventionen des zeitgenössischen Heimatfilms gerecht zu werden, große Freiheiten genommen. So wurde etwa, um Ellen Schwiers auf die Leinwand bringen zu können, die Figur der Gunvor hinzuerfunden, die im Roman gar nicht vorkommt (dort ist es Jungfer Kruse, die von Barre geschwängert wird). Eine weitere eigens für den Film erfundene Figur ist das Mädchen Barbara. Im Roman stirbt Dag, als er einen kleinen Bauernjungen zu retten versucht, und mit seinem Tod endet die Handlung auch, während Schwenzen für den Film noch eine ganze Nachgeschichte erfunden hat, in der Dags Sohn und Barbara, als sie erwachsen sind, ein Paar werden. Die Figur des alten Vater Dag, der im Roman weiterhin eine zentrale Figur ist und erst am Ende des dritten Teils stirbt, kommt im Film überhaupt nicht mehr vor.
Mit der Regie des Films hatte die Mundus Film den für seine bewegten Schicksalsdramen bekannten Gustav Ucicky beauftragt. In den Hauptrollen erschienen Joachim Hansen (Dag), Maj-Britt Nilsson (Adelheid), Hans Nielsen (Barre) und Brigitte Horney (Tante Eleonore = Fräulein Ramer).

## Ausgaben (Auswahl)
Norwegisches Original
- Det blåser fra Dauingfjell. Aschehoug, Oslo 1935.
- Det blåser fra Dauingfjell. Aschehoug, Oslo 1979, ISBN 978-82-03-11373-4.

Deutsche Fassung
- Das Erbe von Björndal. Albert Langen – Georg Müller Verlag, München 1936 (deutsche Übersetzung von Ellen de Boor).
- Das Erbe von Björndal. 3. Auflage. epubli, 2019, ISBN 978-3-7502-6521-9.